# Календарний план будівництва гірничого підприємства
Календа́рний план будівни́цтва гірни́чого підприє́мства (англ. mine construction schedule; нім. Terminbauplan m des Bergbaubetriebes m) — документ, що встановлює доцільну та технологічно обґрунтовану послідовність, строки виконання робіт по будівництву підприємства.
К.п.б.г.п. розробляється проектною, а деталізується генеральною підрядною організацією. У пооб'єктних К.п.б.г.п. встановлюється тривалість будівництва об'єктів пускового комплексу, черговість і взаємна ув'язка буд. і монтажних робіт, методи виконання робіт, заходи підготовчого періоду, графік надходження на об'єкт конструкцій, матеріалів і обладнання, потреба в матеріальних і енергетичних ресурсах, буд. машинах, трансп. засобах і порядок їх використання, потреба в робітниках, заходи щодо контролю якості будівельно-монтажних робіт.
У залежності від складності об'єктів і прийнятої організації робіт при складанні К.п.б.г.п. використовують методи сіткового планування, лінійні графіки, циклограми тощо.